# Maria Michail

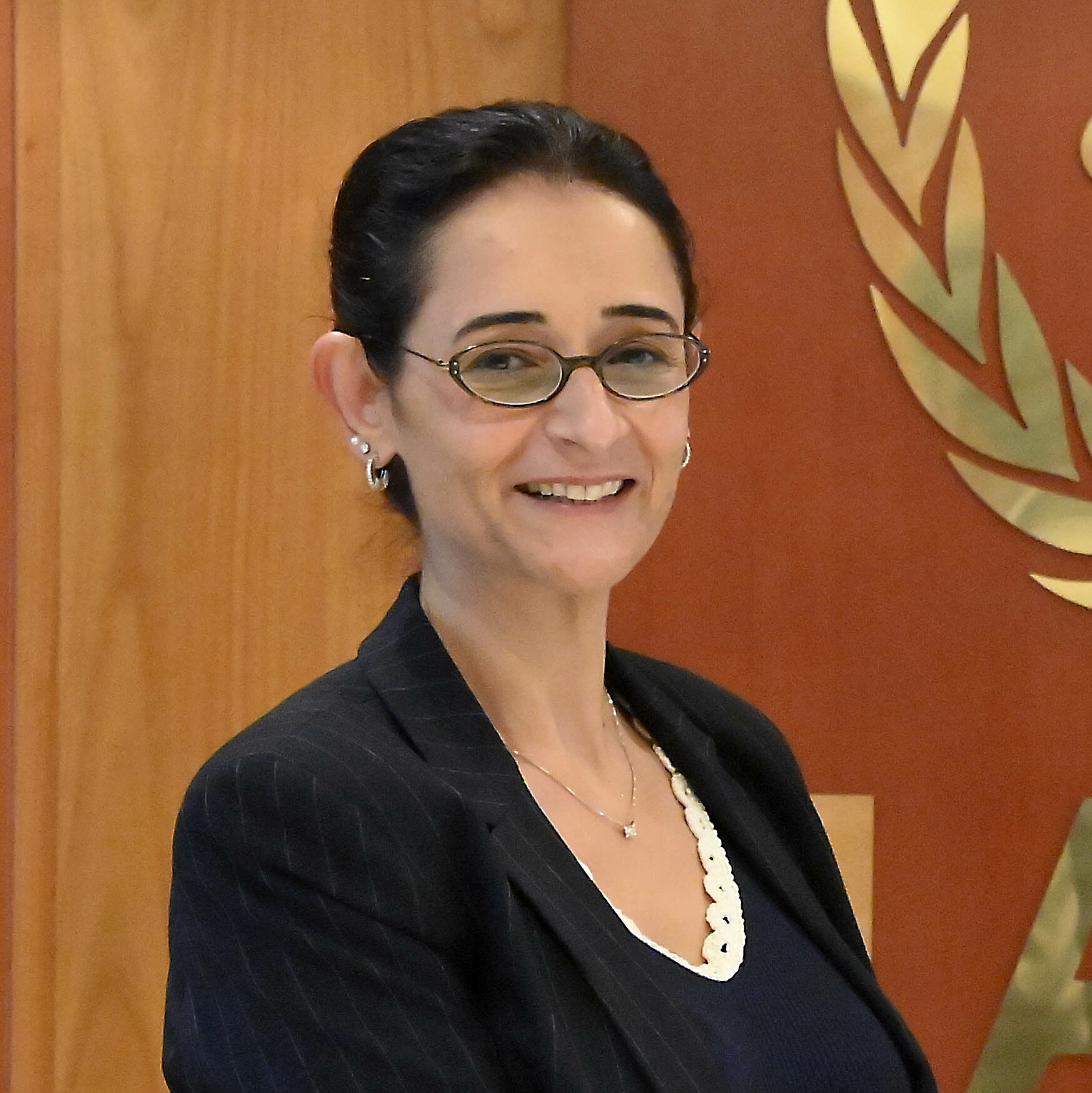
Maria Michail (2022)

Maria Michail (griechisch Μαρία Μιχαήλ; * 1973 in Nikosia) ist eine zyprische Diplomatin. Seit Dezember 2023 übt sie das Amt der Ständigen Vertreterin der Republik Zypern bei den Vereinten Nationen in New York aus.

## Leben und Karriere
1994 erwarb Maria Michail an der University of Leicester einen Bachelor of Arts und im folgenden Jahr einen Master of Arts in Europäischen Studien an der University of Surrey. 1997 wurde sie vom Außenministerium der Republik Zypern eingestellt.
Erstmals ging sie von 2000 bis 2003 für Zypern ins Ausland, als sie an die zyprische Botschaft in Washington, D.C. versetzt wurde. 2003 wurde sie Stellvertretenden Hochkommissarin in London. Von 2006 bis 2007 war sie im Kabinett des Außenministers tätig, daran schloss sich 2008 die Position als stellvertretende Direktorin der Abteilung für den Zypernkonflikt und die Türkei an. Von 2009 bis 2012 war Maria Michail als stellvertretende Ständige Vertreterin der Republik Zyperns bei den Vereinten Nationen in Genf war. Daran schloss sich ihre Ernennung zur Hochkommissarin Zyperns in Indien an, mit gleichzeitiger Akkreditierung in Bangladesch, Nepal, Sri Lanka, Myanmar, den Malediven, Malaysia, Thailand und Vietnam.
Nachdem sie 2015 in ihre Heimat zurückgekehrt war, übernahm sie die Leitung der Abteilung für Osteuropa, Westbalkan und Zentralasien im zyprischen Außenministerium. Von 2017 bis 2018 leitete sie die Abteilung für Krisenmanagement des Außenministeriums. Anschließend trat sie das Amt der Direktorin der Abteilung für die Zypernfrage und die Türkei an, bis sie 2022 bis zur Botschafterin der Republik Zypern in Österreich mit paralleler Akkreditierung in Slowenien sowie Ständige Vertreterin bei der in Österreich beheimateten Organisation für Sicherheit und Zusammenarbeit in Europa (OSZE) ernannt wurde.
Von Andreas Hatzichrysanthou, der in den Ruhestand versetzt worden war, übernahm Maria Michail im Dezember 2023 als erste Frau das Amt der Ständigen Vertreterin der Republik Zypern bei den Vereinten Nationen. Vorgeschlagen wurde ihre Versetzung vom zyprischen Außenminister Constantinos Kombos aufgrund ihrer Erfahrungen als Direktorin der Abteilung für die Zypernfrage.
Während ihrer Arbeit für die Vereinten Nationen betonte sie, dass ihre Heimat die Reformbemühungen der Friedenseinsätze sowie die Umsetzung der Agenda für Frauen, Frieden und Sicherheit unterstütze und die zunehmenden Bemühungen um eine stärkere Beteiligung von Frauen an UNO-Friedenseinsätzen begrüße. Besonders betonte sie, dass die Republik Zypern als einer der wenigen UNO-Mitgliedstaaten Erfahrungen als Gastland einer der am längsten laufenden friedenserhaltenden Operationen der Welt habe sowie selbst Opfer einer ausländischen Invasion und einer illegalen militärischen Besetzung sei. Ferner könne sie bestätigen, dass die Aufrechterhaltung einer UNO-Friedenstruppe, die das Wiederaufflammen von Konflikten verhindere und die friedliche Beilegung von Streitigkeiten und die Unterstützung von UNO-Friedensmissionen, insbesondere angesichts der sich ständig wandelnden Herausforderungen, notwendig sei.
Maria Michail ist mit Vladimir Gluhoded verheiratet.